# Palatul Marschall din Timișoara
Palatul Franz (Ferencz) Marschall este o clădire monumentală, construită în 1904, situată pe Splaiul Tudor Vladimirescu, nr. 12, colț cu Bd. 16 Decembrie 1989, la intrarea dinspre centrul orașului spre cartierul Elisabetin din Timișoara. Face parte din Situl urban „Vechiul Cartier Iosefin”.

## Istoric
Înainte de 1892 terenul pe care se află actual Palatul Marschall făcea parte din zona non aedificandi de 300 de stânjeni (569 m), a cărei limită era în dreptul actualei străzi Gheorghe Doja. În urma demersurilor din 1891 ale orașului, efectuate de primarul Carol Telbisz, Franz Joseph, prin decizia din 23 aprilie 1892 a ridicat caracterul de fortificație al Timișoarei, ca urmare s-a putut clădi mai aproape de cetate.
În 1899 a fost parcelată zona dintre str. Gheorghe Doja și Canalul Bega. Dr. Róna Ignácz a cumpărat două loturi, dintre care cel de pe colț, cu o suprafață de 345 stânjeni pătrați (1241 m2) a costat 6760 coroane (echivalent 2,06 kg aur). Ulterior a vândut acest lot lui Franz Marshall, un comerciant înstărit, care a fost în 1938 ministrul agriculturii în Ungaria.
Marshall a apelat la Martin Gemeinhardt pentru proiectarea unui imobil de raport. Autorizația de construcție a fost eliberată la 14 decembrie 1903, iar construcția a fost terminată la 1 noiembrie 1904.
În 1925 la parter a funcționat atelierul de fotografie „Pittoni” a fotografei Lenke Pittoni.
În perioada 2017–2024 i-au fost reabilitate fațadele.

## Descriere

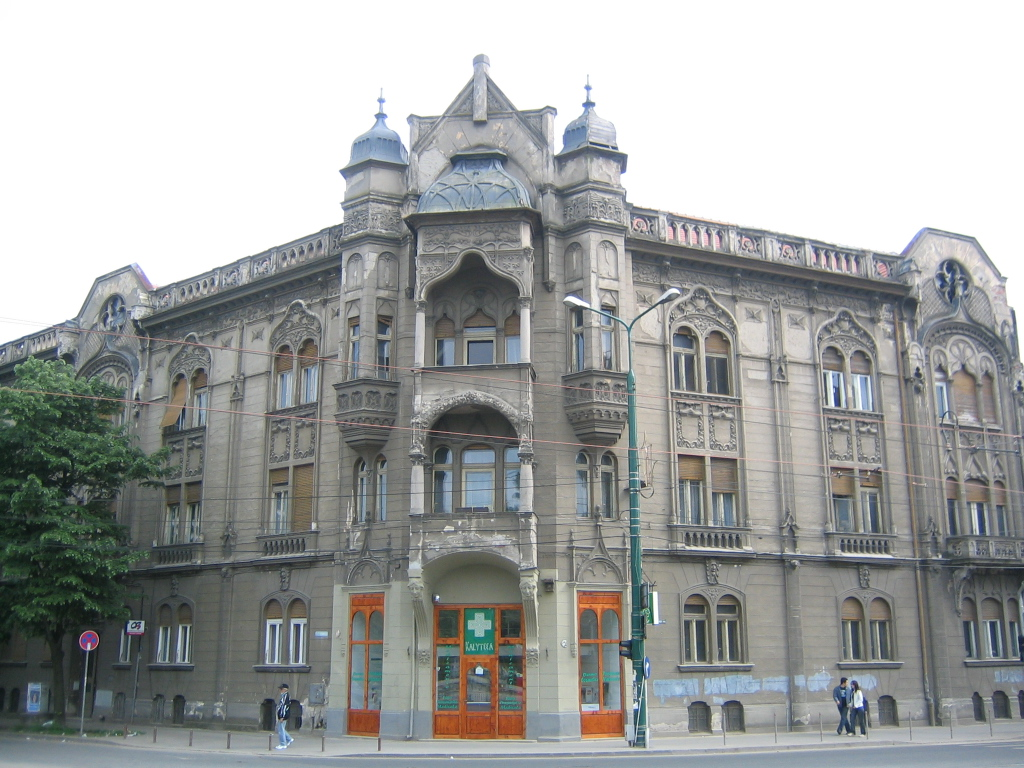
Aspectul palatului în 2010

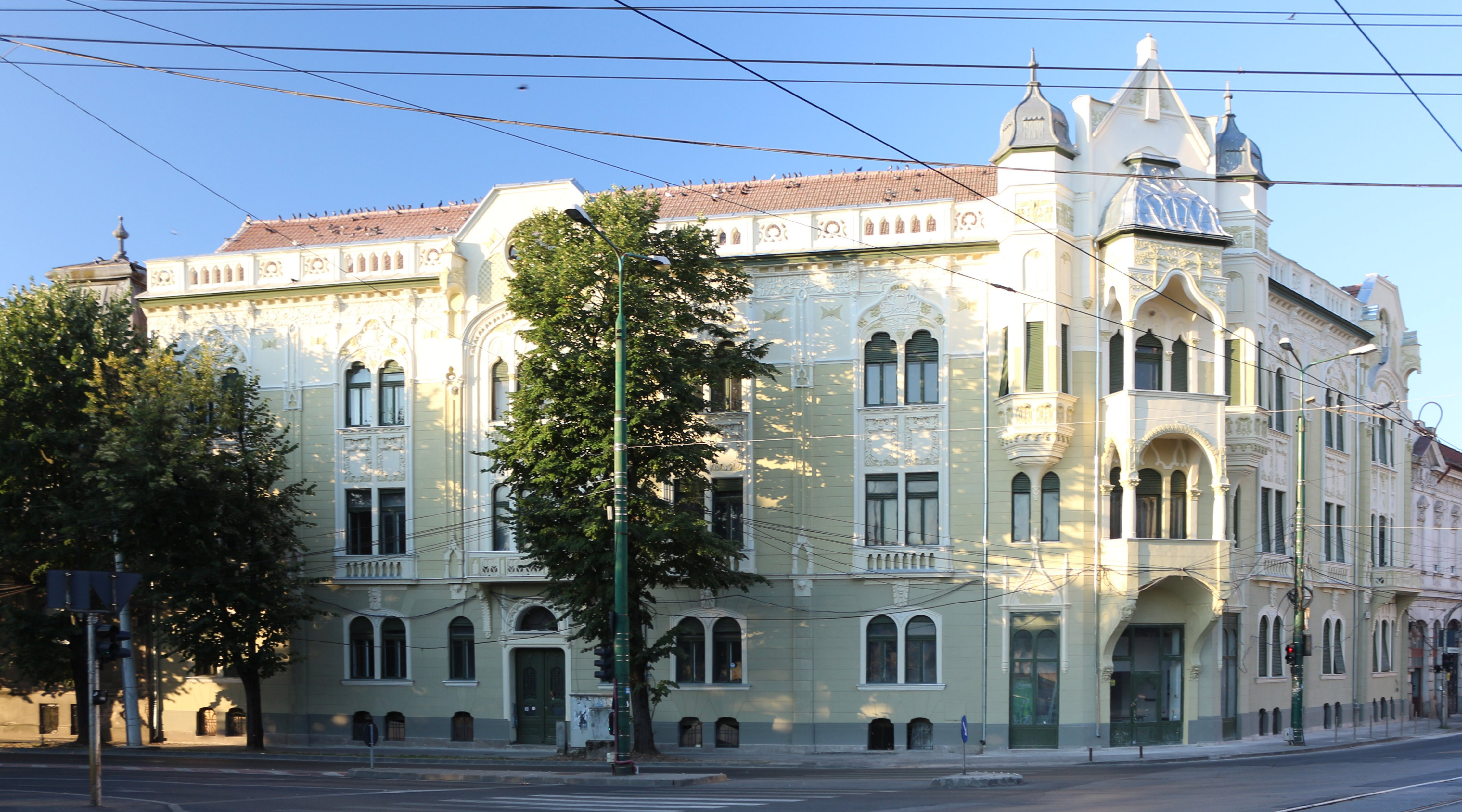
Palatul Marshall, ansamblu

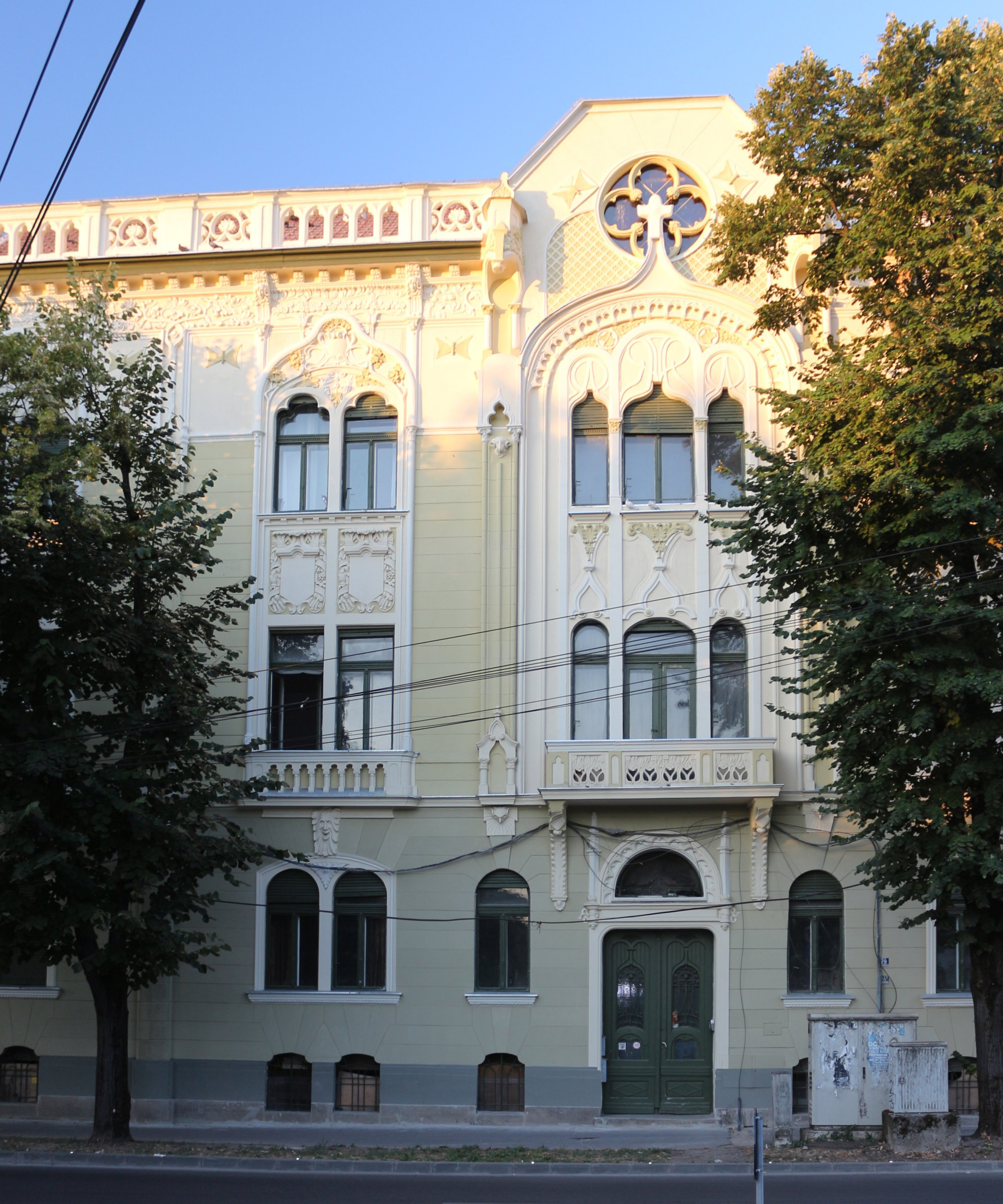
Intrarea, situată în aripa estică

Situat la limita nordică a cartierului Elisabetin, pe stânga la intrarea dinspre cartierul Cetate către cartierele Elisabetin și Iosefin, este situat vizavi de Palatul Apelor. Stilul palatului este Secession eclectic, cu elemente neogotice și decorațiuni în stil Art Nouveau.: Apar figuri feminine și motive animale și vegetale: fluturi, berbeci, pești, struguri și flori.
Palatul are o mică travee centrală orientată spre nord și două aripi. Cea de la est, de c. 29 m, care cuprinde și intrarea, este situată pe splaiul Tudor Vladimirescu, iar cea de la vest, de c. 18 m, este situată pe bd. 16 Decembrie 1989, spre Piața Maria. Clădirea are parter, două etaje și un demisol pe aproape întreaga suprafață construită. Suprafața clădită este de 744 m2, iar cea utilă de 2958 m2. Palatul are 9 apartamente, 54 de camere și 11 băi.
La parter, în traveea centrală se află un spațiu comercial cu o suprafață de c. 30 m2, aflat la nivelul trotuarului și cu acces direct de pe trotuar. În interior este amenajat un mezanin în supantă cu o suprafață de c. 16 m2, cu destinația de depozit. Acest spațiu nu comunică cu restul palatului. În restul parterului sunt amenajate trei apartamente, având fiecare băi separate, două în aripa de est și unul în cea de vest.
Etajele întâi și al doilea au organizări identice. Și aici sunt amenajate câte trei apartamente, câte două în aripa de est și unul în aripa de vest. Camerele din traveea centrală, situate deasupra spațiului comercial, cu acces la balcoane, fac parte din apartamentele din aripa de vest. Balconul de la etajul întâi este sprijinit de console ornamentate cu figuri feminine și motive vegetale. Are pilaștri și coloane galbate care susțin balconul de la etajul al doilea și este decorat cu motive florale. Balconul de la etajul al doilea are pilaștri și coloane simple. Deasupra sa și pe acoperișul său se află stilizat pomul vieții. Balconul este încadrat de două bovindouri care se continuă cu turnuri. Atât deasupra balcoanelor, cât și pe fiecare fațadă se află câte un fronton. Toată clădirea este decorată cu figuri feminine și motive animale și vegetale: fluturi, berbeci, pești, struguri și flori.
În 2024 valoarea de piață a palatului era de 2,58 milioane de euro.

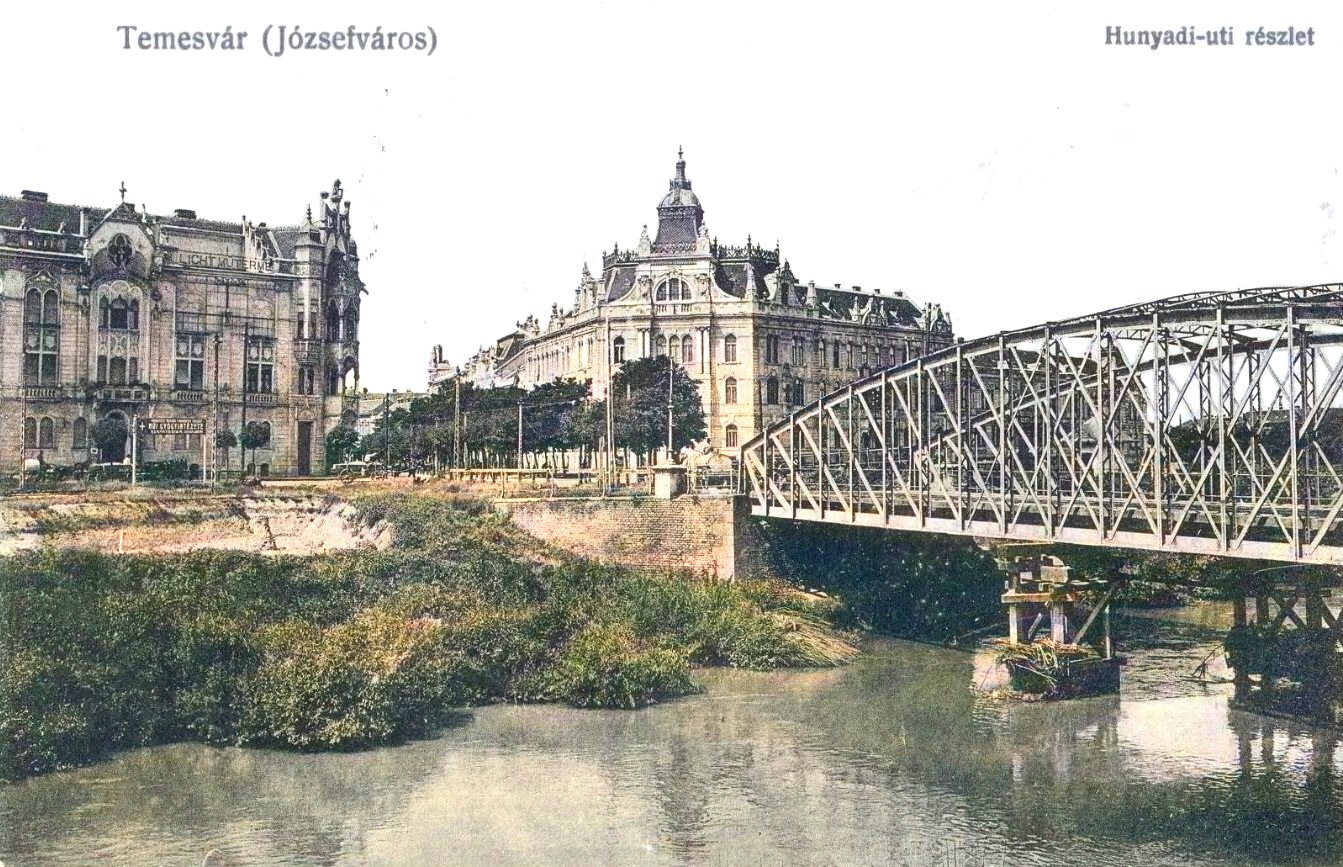
Imagine din 1910, se văd decorațiunile de la nivelul acoperișului

## Reabilitarea fațadelor
Până în 2015 palatul ajunsese într-o stare proastă. Treptat s-a degradat în special bogata ornamentație a fațadelor. Au fost înlăturate decorațiunile de deasupra frontoanelor de la nivelul acoperișului. Prin 2014 nu mai existau decorațiunile de la partea superioară stânga a balconului de la etajul al doilea.
Documentația necesară reabilitării a fost executată în 2016. Lucrările au început în 2017 și au durat până în 2024

Detalii după reabilitarea fațadelor
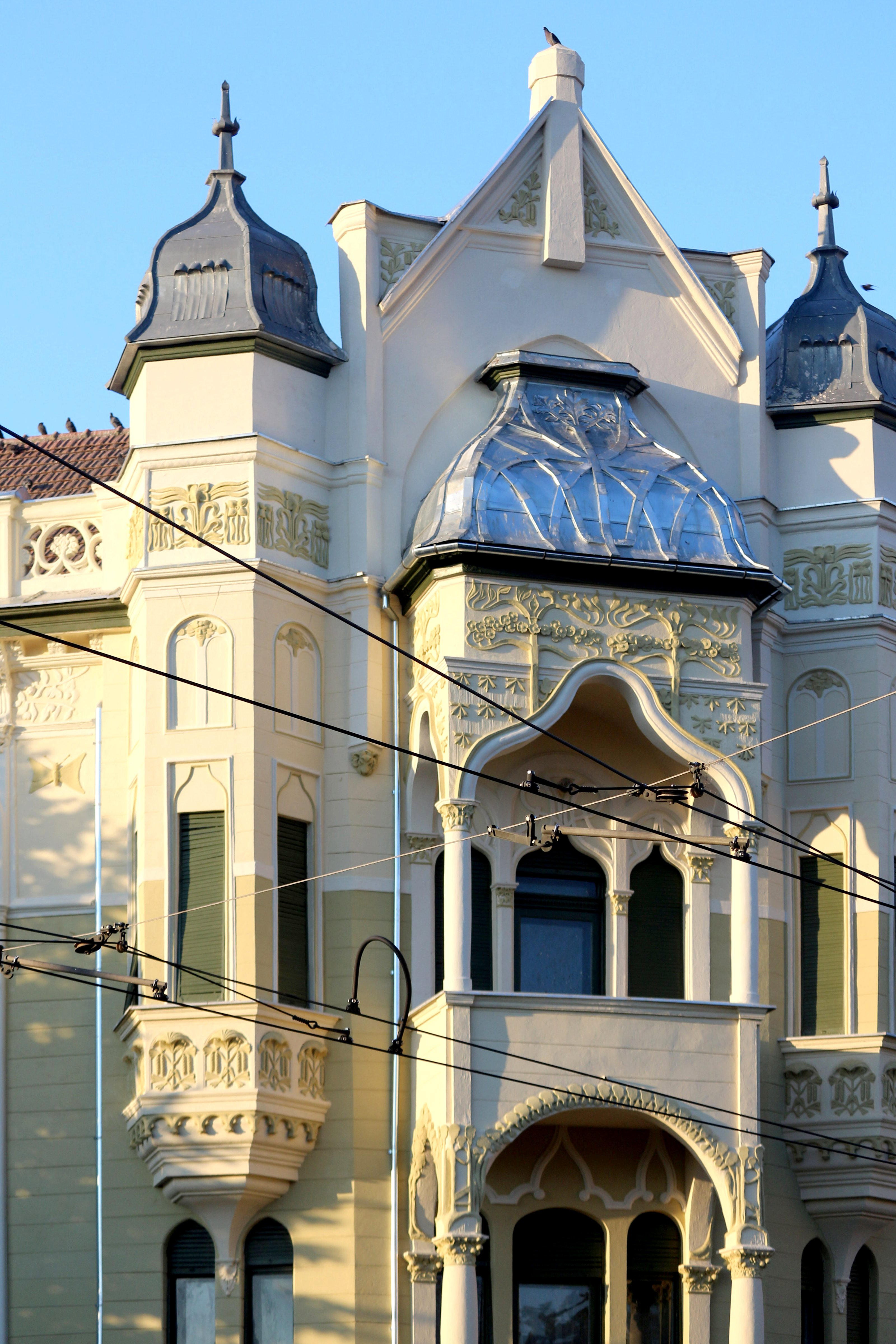
Balcoanele
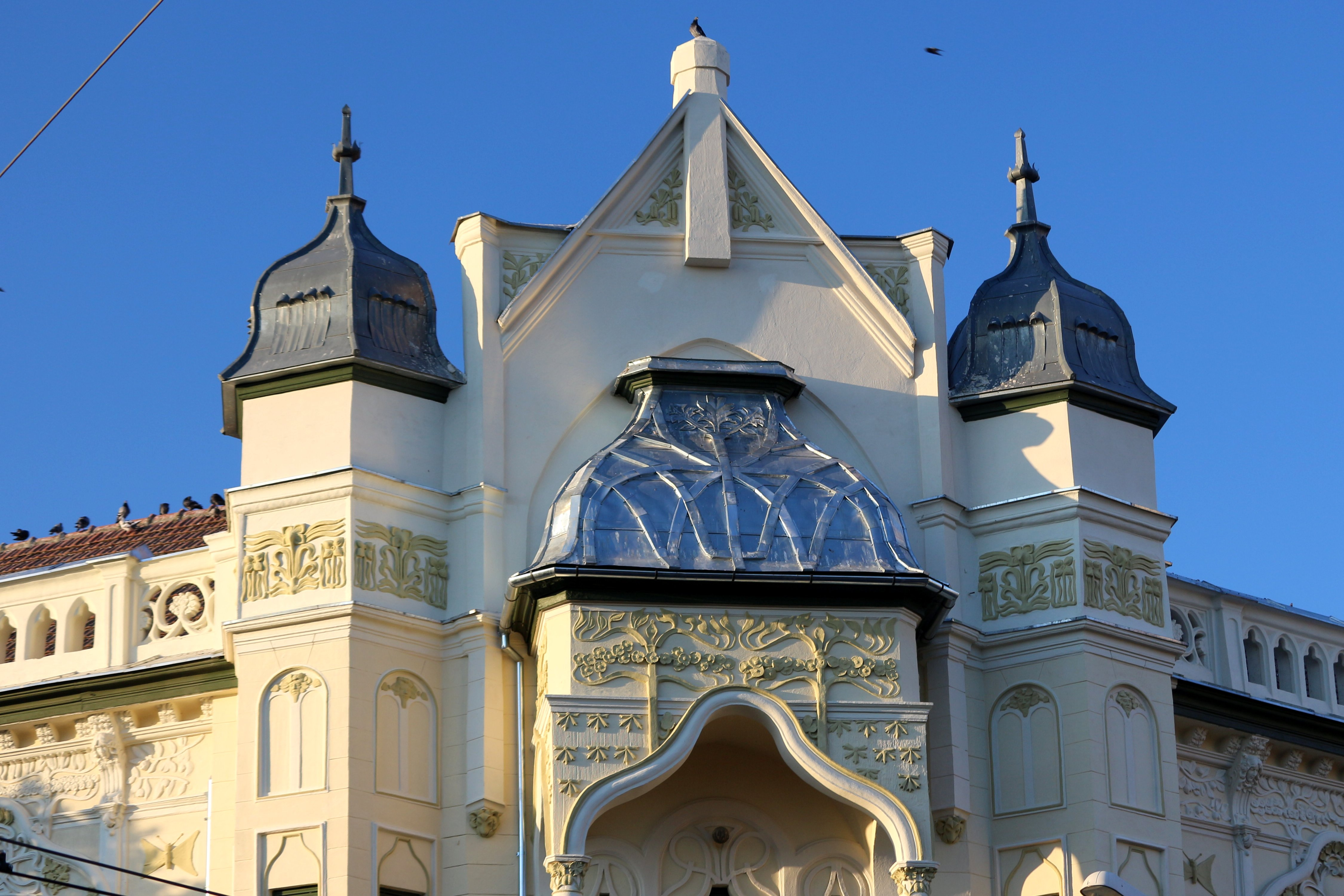
Pomul vieții
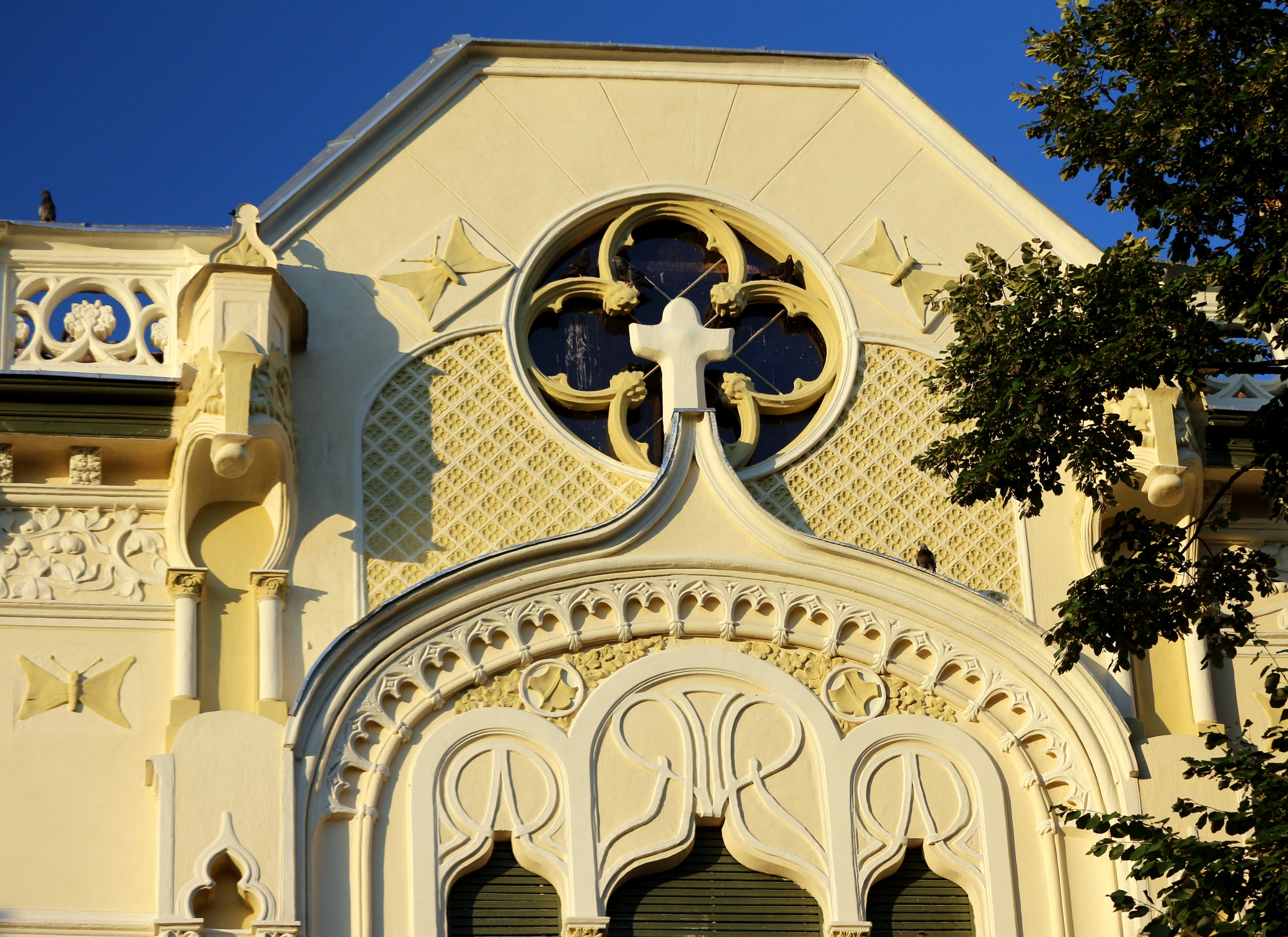
Fronton pe fațadă
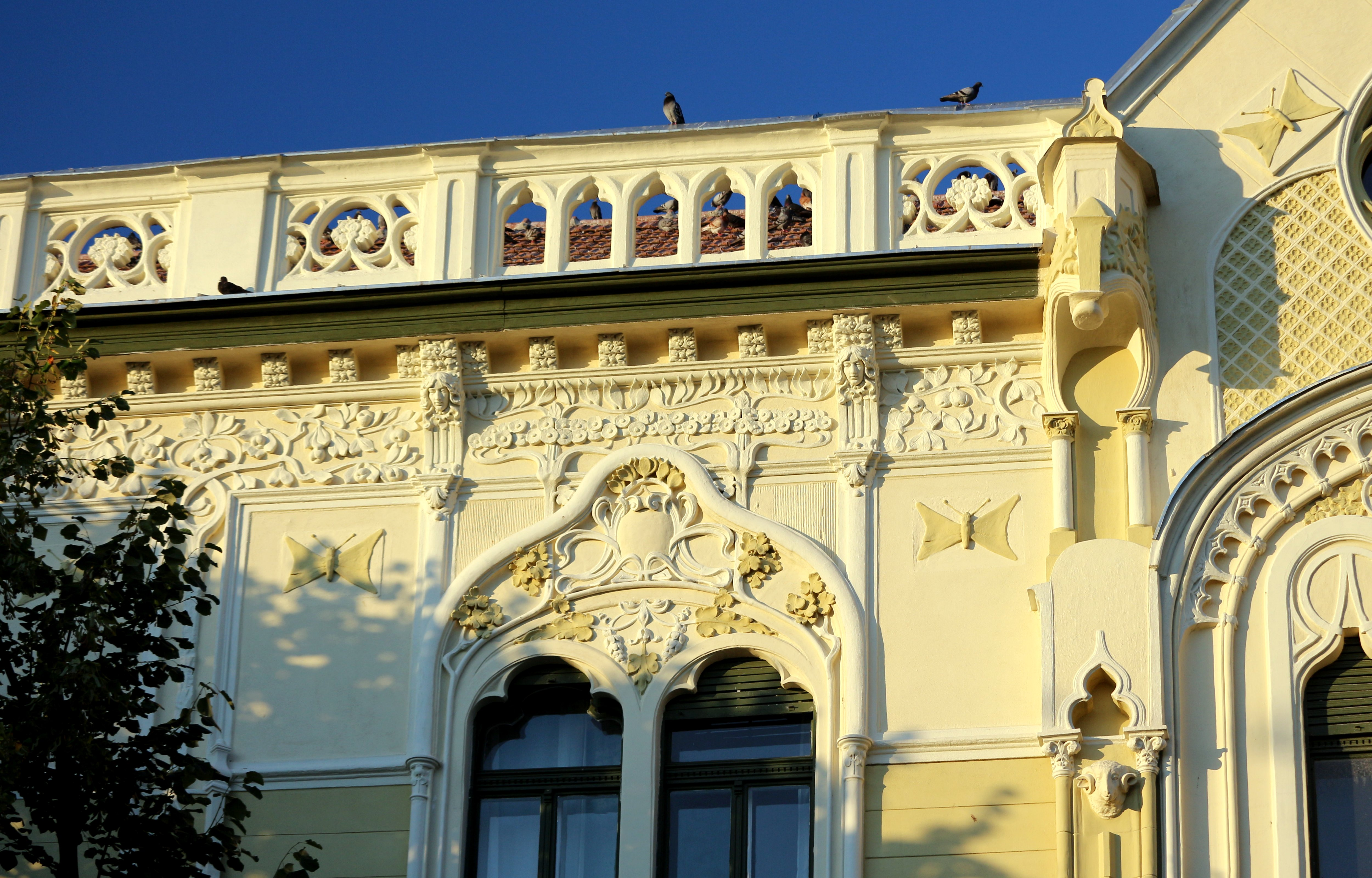
Figuri feminine, fluturi și flori